# بريا باول
بريا باول (بالهندية: प्रिय पॉल؛ بالإنجليزية: Priya Paul) هي مسيرة أعمال هندية، ولدت في 1967.